# Oophaga
Oophaga là một chi động vật lưỡng cư trong họ Dendrobatidae, thuộc bộ Anura. Chi này có 9 loài và 44% bị đe dọa hoặc tuyệt chủng.

## Hình ảnh

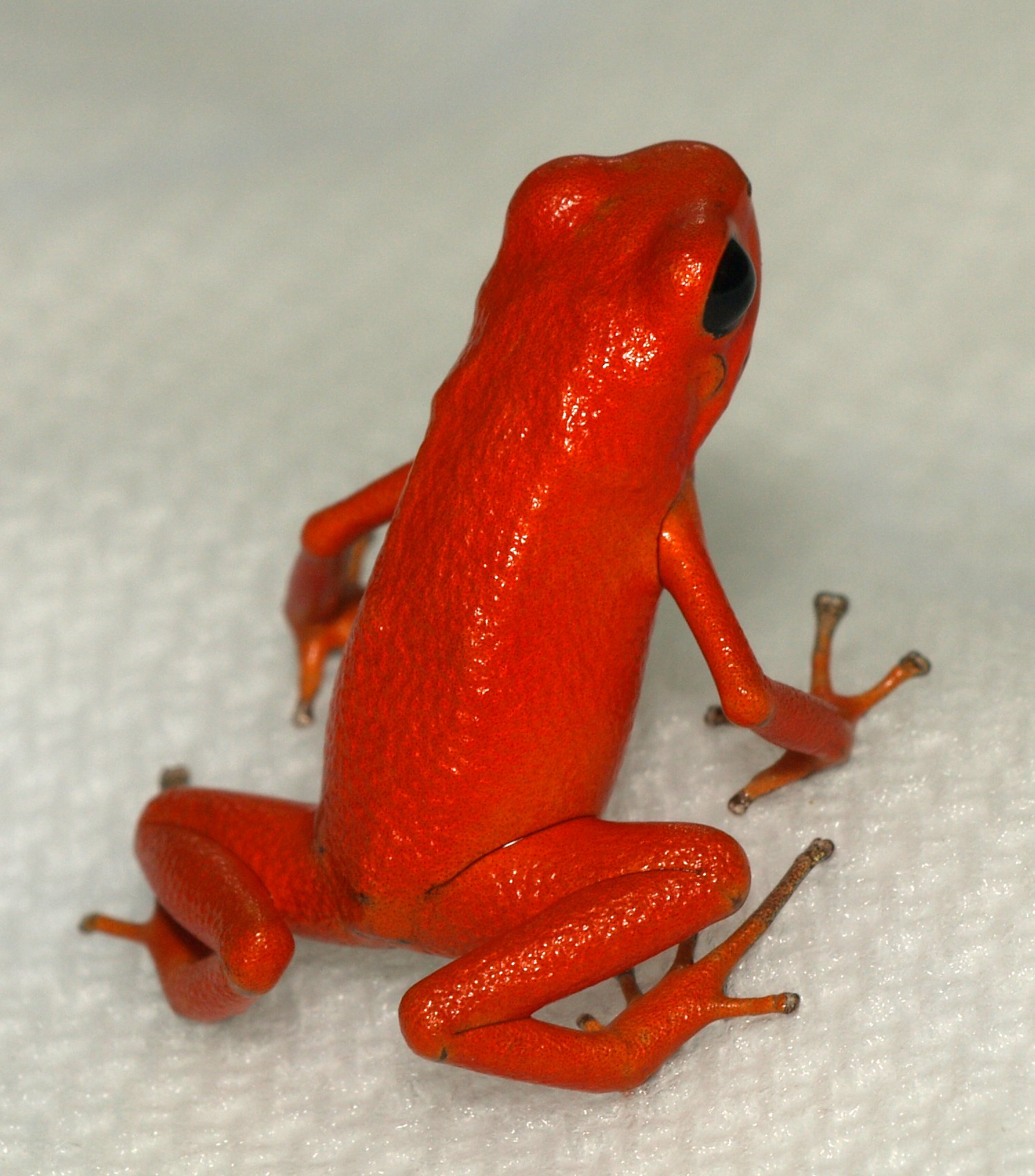
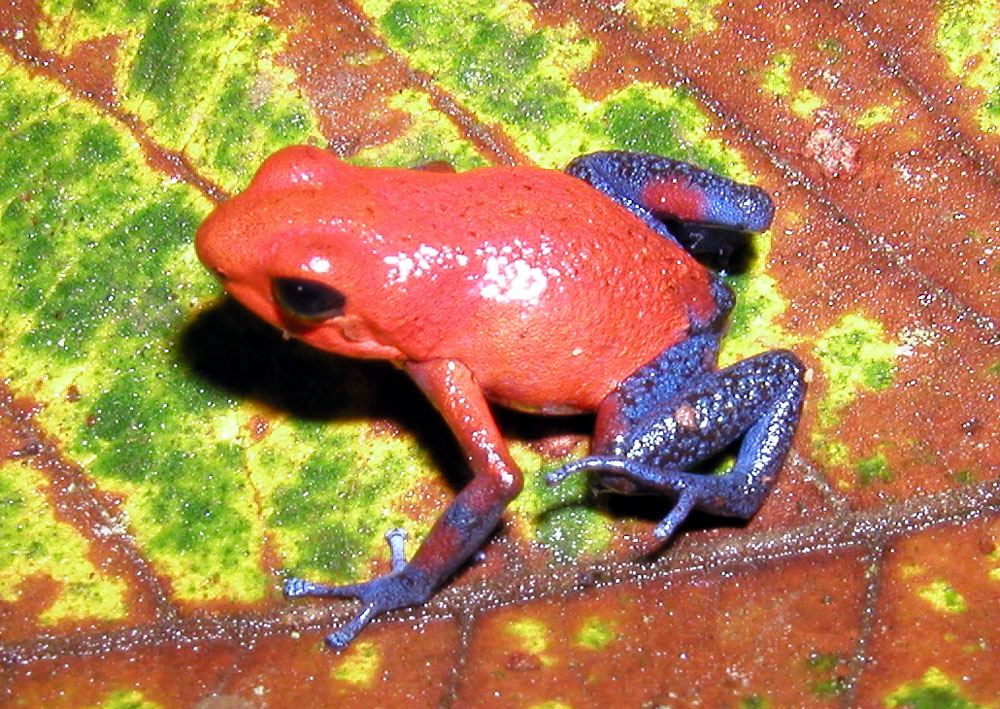
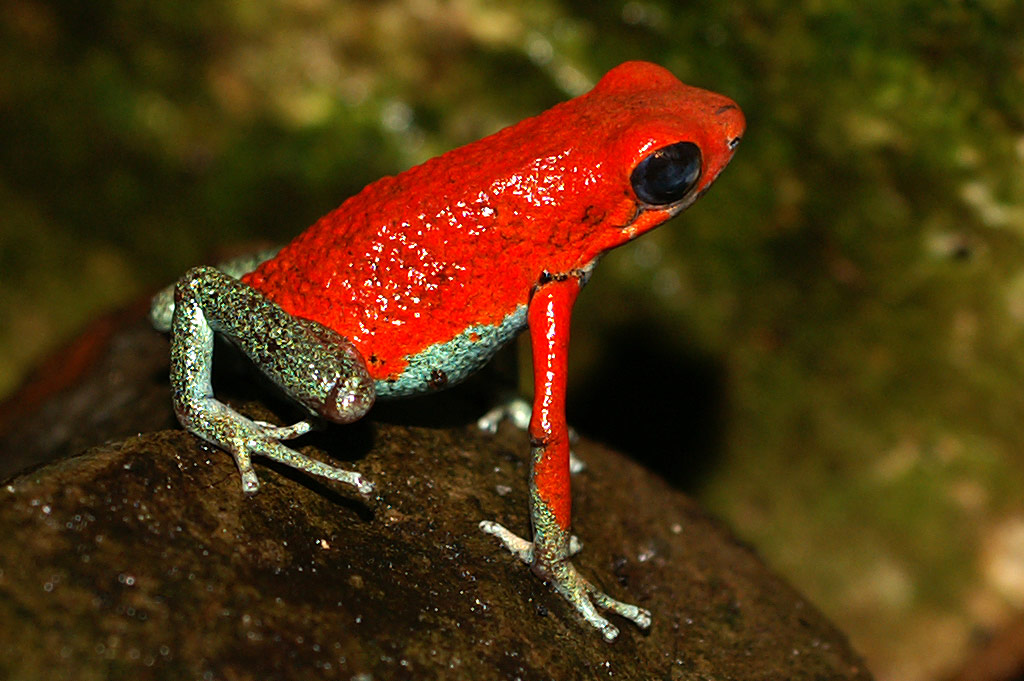
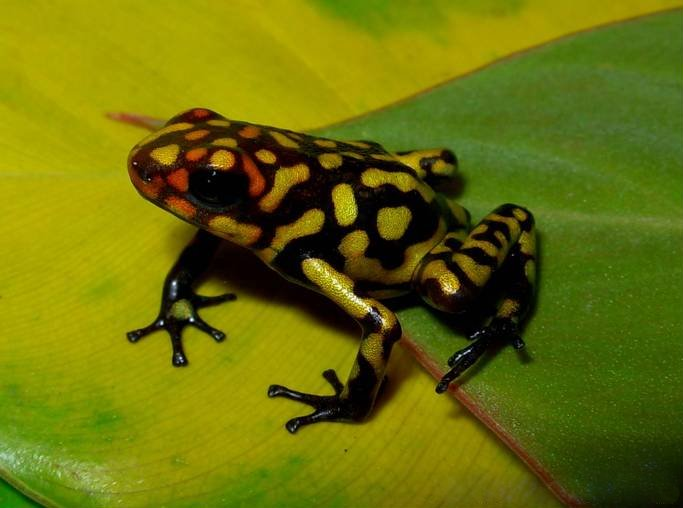